# Amphinemura nanlingensis
Amphinemura nanlingensis är en bäcksländeart som beskrevs av Yang, D., W. Li och Ignac Sivec 2005. Amphinemura nanlingensis ingår i släktet Amphinemura och familjen kryssbäcksländor. Inga underarter finns listade i Catalogue of Life.